# Гокио (Грузия)
Гокио (груз. გოკიო, арм. Կոկիա) — село в Грузии, на территории Ахалкалакского муниципалитета края (мхаре) Самцхе-Джавахети.

## География
Село находится в южной части Грузии, на берегах реки Гокиосцкали (левый приток реки Чобарети), на расстоянии приблизительно 17 километров (по прямой) к северо-западу от города Ахалкалаки, административного центра муниципалитета. Абсолютная высота — 1784 метра над уровнем моря.

## Население
По результатам официальной переписи населения 2014 года, в Гокио проживало 418 человек (218 мужчин и 200 женщин). В национальной структуре населения армяне составляли 97,1 %, грузины — 2,9 %.
| Год  | Население, человек |
| ---- | ------------------ |
| 2002 | 549                |
| 2014 | ↘ 418              |